# پونل
پونل، روستایی از توابع بخش مرکزی شهرستان رضوان‌شهر در استان گیلان ایران است.

## جمعیت
این روستا در دهستان خوشابر قرار دارد و براساس سرشماری مرکز آمار ایران در سال ۱۳۸۵، جمعیت آن ۲٬۳۴۷ نفر (۵۸۰خانوار) بوده‌است.